# مدرسه فخریه مظفری
مدرسه فخریه مظفری نام یکی از مدارس قدیم شهر همدان است. در کتاب خاطرات و اسناد علی‌خان ظهیرالدوله حاکم همدان(۱۳۲۵٫ق) نام این مدرسه به عنوان اولین مدرسه به سبک جدید در شهر همدان آمده است. این مدرسه در حوالی سال ۱۳۲۰ قمری تأسیس و شروع به کار نمود. مدیر آن طبق اطلاعات ارائه شده در کتاب فوق تقی نراقی بوده‌است.